# (200142) 1998 BC32
(200142) 1998 BC32 es un asteroide perteneciente al cinturón de asteroides, descubierto el 23 de enero de 1998 por el equipo del OCA-DLR Asteroid Survey desde el Sitio de Observación de Calern, Caussols, Francia.

## Designación y nombre
Designado provisionalmente como 1998 BC32.

## Características orbitales
1998 BC32 está situado a una distancia media del Sol de 2,396 ua, pudiendo alejarse hasta 2,702 ua y acercarse hasta 2,090 ua. Su excentricidad es 0,127 y la inclinación orbital 5,227 grados. Emplea 1354,81 días en completar una órbita alrededor del Sol.

## Características físicas
La magnitud absoluta de 1998 BC32 es 16,7.